# 월곶 분기점
월곶 분기점(月串分岐點, Wolgot Junction, 월곶JC)은 경기도 시흥시 월곶동에 설치된 영동고속도로와 제3경인고속화도로가 만나는 분기점이다. 1990년 서해안고속도로로 계획될 당시에는 소래 나들목이었다가 1994년 7월 7일 월곶 나들목으로 개통되었다. 2010년 3월 18일 제3경인고속화도로 정왕 나들목 ~ 월곶 분기점 구간이 개통되면서 분기점으로 변경되었으며, 기존 나들목 기능은 제3경인고속화도로 정왕 나들목으로 이전했다. 과거 나들목으로 운영된 당시에는 국도 제77호선, 국가지원지방도 제84호선, 국가지원지방도 제98호선, 지방도 제301호선과 교차하였다. 2011년 1월 10일 제3경인고속화도로 월곶 분기점 ~ 목감 나들목 구간이 개통되면서 나들목 진출입로가 공식적으로 폐지되었으며, 현재 트럼펫 형태의 구 월곶 나들목의 터가 월곶 분기점 근처에 남아있다.

## 연혁
- 1991년 3월 22일 : 나들목 신설을 위해 반월도시계획시설 교통광장에 시흥시 월곶동 일대를 소래 나들목으로 고시[2]
- 1994년 7월 7일 : 서해안고속도로 능해 ~ 안산 구간 개통과 함께 월곶 나들목으로 영업 개시[3]
- 2010년 3월 18일 : 제3경인고속화도로 정왕 나들목 ~ 월곶 분기점 구간 개통과 함께 분기점으로 전환됨.
- 2011년 1월 10일 : 제3경인고속화도로 월곶 분기점 ~ 목감 나들목 구간 개통으로 기존 나들목 진출입로 860m 구간 폐지[4]

## 구조물 정보
직결램프가 포함된 클로버형 입체 교차로이며 영동고속도로 인천 방향에서 제3경인고속화도로 인천 방향으로 이어지는 램프가 직결형이다.
- 위치 : 경기도 시흥시 월곶동

## 접속하는 노선

### 인천・강릉방면
- 영동고속도로 (2번)

### 인천・시흥방면
- 제3경인고속화도로 (2번)